# Хафнер, Себастьян
Себастьян Хафнер (нем. Sebastian Haffner, настоящее имя Раймунд Претцель, нем. Raimund Pretzel, 27 декабря 1907, Берлин — 2 января 1999, Берлин) — немецко-британский журналист, публицист, историк. По образованию юрист. Во время Второй мировой войны, став эмигрантом, работал в английской газете «The Observer». В Германию вернулся в 1954 году корреспондентом этой газеты, вскоре стал колумнистом журнала «Штерн». Известность Себастьяну Хафнеру принесли несколько биографических и исторических книг, посвященных немецкой и европейской истории XIX—XX веков. Особенным успехом пользовались его книги о Гитлере и национал-социализме.

## Жизнь и творчество
Раймунд Претцель родился в берлинском районе Моабит. Его отец Карл Претцель — известный педагог, директор школы, во времена Веймарской республики сотрудник министерства культуры.
Брат Хафнера Ульрих Претцель — германист. С 1914 года семья жила в берлинском районе Пренцлауэр-берг, в директорском доме народной школы на Пренцлауэр-аллее. Тогда отец Хафнера был директором этой школы. Некоторое время в ней учился и Хафнер.
По окончании народной школы Хафнер учился в Кёнигштадтской гимназии на Александер-платц. В этой школе училось довольно много евреев из интеллигентных обеспеченных семей. В старости Хафнер говорил, что опыт пребывания в этой школе позволил ему сделать вывод, правильность которого потом подтвердили дальнейшие события: «Немецкие евреи — лучшая, наиболее интеллектуальная, наиболее культурная Германия». Впрочем, соучеником Хафнера в этой гимназии был и Хорст Вессель. В 1924 году Карл Претцель начал работать в министерстве просвещения. Семья переехала, и Хафнера перевели в другую гимназию, Шиллер-гимназию в Лихтерфельде. Здесь его соучениками стали дети военных, в основном, национал-социалистов. «Вся моя жизнь маркируется опытом пребывания в этих двух школах», — замечал Себастьян Хафнер.
По окончании гимназии Хафнер изучал право. После прихода к власти в стране нацистов весной 1933 года Хафнер отказался от юридической карьеры, поскольку по его вполне обоснованному мнению правовое государство в Германии было уничтожено нацистами. В своих воспоминаниях «История одного немца» (написаны в 1939 году, опубликованы после смерти Хафнера его сыном, Оливером Претцелем, в 1999, русский перевод 2016) Хафнер характеризует 1 апреля 1933 года, объявленный нацистами днем еврейского бойкота, как решающее событие, предопределившее его отказ от карьеры юриста. Но юридическое образование Хафнер в полном согласии с волей своего отца все же завершил. Для того чтобы закончить работу над диссертацией, Хафнер в 1934 году переехал на несколько месяцев в Париж. Судя по книге «История одного немца», он уже тогда рассматривал возможность эмиграции.
По возвращении из Франции Хафнер начал работать журналистом. Чтобы не заниматься нацистской пропагандой, он писал статьи в модных журналах и статьи, посвященные вопросам искусства.

### Вторая мировая война (1938—1945) и эмиграция
Хафнер полагал, что любой человек, коль скоро он живёт в нацистской Германии, помогает нацистскому режиму, даже если сфера его деятельности лежит вне политики. Это понимание и привело его к решению эмигрировать. Для того чтобы покинуть Германию и иметь возможность приехать в Великобританию, что было не просто — в условиях мирового экономического кризиса британское правительство проводило жесткую миграционную политику — Хафнер в августе 1938 года добился служебной командировки в Англию от концерна «Ульштейн-Пресс». В Англию он выехал вместе со своей невестой Эрикой Шмидт-Ландри (1899—1969), по нацистским законам, еврейкой. Родители Эрики были протестантами. И сама Эрика (хоть и атеистка) была по документам протестанткой. 1 сентября 1938 года Эрика и Хафнер поженились. Хафнер получил официальное разрешение на пребывание в Великобритании, поскольку был мужем преследуемой по национальным мотивам беженки.
В том же году Хафнер начал писать воспоминания: «Geschichte eines Deutschen» (в русском переводе «История одного немца»). По конспиративным причинам, чтобы не подводить оставшегося в Германии брата, личные обстоятельства Хафнер чуть изменяет: ничего не пишет о брате, отец у него в воспоминаниях — не известный педагог, а чиновник неназванного министерства; Эрику Ландри он вовсе расщепляет на два женских персонажа: богемную Тэдди и скромную еврейскую девушку Чарли. Дело в том, что в нацистской Германии действовал так называемый «Sippengesetz», согласно которому наказание за антигосударственную деятельность несли не только «преступники», но и их ближайшие, а то и дальние родственники. Помимо этой необходимой беллетризации книга представляет собой точное изображение Германии с 1914 по 1933 год (Хафнер рассчитывал довести повествование до 1938 года) и «воспитание чувств» немецкого интеллигента в условиях войны, революции, Веймарской республики и начала нацистского господства. В качестве публицистического оружия она показалась Хафнеру недостаточно действенной. Он прервал работу над ней для того, чтобы написать английскую книгу: «Germany. Jekyll and Hide» («Германия. Джекил и Хайд»). В этой книге Хафнер развивает темы неоконченной «Истории одного немца», окончательно оформившиеся в книге, написанной им на немецком языке в 1978 году «Anmеrkungen zu Hitler» (первый русский малотиражный перевод 1999 года — «Примечания к Гитлеру», второй — «Некто Гитлер. История одного преступления», 2017). Любой англичанин прекрасно знает рассказ Стивенсона «Странная история доктора Джекила и мистера Хайда».
Используя образы Стивенсона, Хафнер делает вывод: Гитлер для Германии подобен доктору Джекилу, превратившись в воплощенное зло — мистера Хайда. Гитлер чужд германской традиции и германской истории, но именно эта чуждость и позволила ему стать харизматическим лидером, ибо массы никогда не полюбят того, кто на них похож, кто им подобен. Массы всегда любят того, кто на них не похож. Хафнер приводит социограмму Германии конца 1930-х годов: идейные национал-социалисты — 20 %, лояльное к ним население — 40 %, нелояльное население — 35 %, оппозиция — 5 %. Хафнер дает характеристику каждой из групп и объясняет, какими пропагандистскими методами англичане могут на каждую из этих групп воздействовать, одновременно указывая на то, что успех пропаганды будет минимален. Нацистскую Германию можно сломать только извне, только военным ударом. В этой книге Хафнер создает первый, ещё эскизный социально-психологический портрет Адольфа Гитлера и предсказывает самоубийство фюрера в результате военного поражения.
«Germany. Jekyll and Hide» была напечатана в начале 1940 года под псевдонимом Себастьян Хафнер. Раймунд Претцель выбрал этот псевдоним в память о своем любимом композиторе Иоганне Себастьяне Бахе и любимой Хафнер-Симфонии Вольфганга Амадея Моцарта. Книга Хафнера пользовалась успехом в Великобритании. Тогдашнему премьер-министру страны, Уинстону Черчиллю, она понравилась настолько, что он настоятельно рекомендовал военному кабинету министров ознакомиться с исследованием Себастьяна Хафнера.
Незадолго до начала войны Хафнер был арестован британскими спецслужбами как гражданин враждебной Великобритании страны и находился под арестом до 1940 года. После публикации «Germany. Jekyll and Hide» он был выпущен на свободу. Хафнер начал работать как журналист в немецкоязычной эмигрантской газете «Die Zeitung». В 1942 году перешел в весьма влиятельную английскую газету «The Observer». В этой газете он довольно скоро стал ближайшим сотрудником сначала шеф-редактора, а потом и издателя Дэвида Астора.

### Послевоенное время и жизнь в ФРГ (1945—1999)
После Второй мировой войны Хафнер получил британский паспорт. Вернулся в Германию он только в 1954 году в качестве берлинского корреспондента «The Observer». В 1961 году Хафнер покинул эту газету из-за разногласий с Дэвидом Астором по берлинскому вопросу и остался жить в Западной Германии (ФРГ). В последующие годы Хафнер сотрудничал с такими газетами, как «Christ und Welt» и «Die Welt». С 1962 по 1975 годы Хафнер работал еженедельным колумнистом в журнале «Stern» и рецензировал книги в журнале «konkret».
Хафнера трудно отнести к какому-то определённому политическому лагерю. В 1940—1950-е годы он занимал антикоммунистические позиции, но в конце 1960-х был ближе к левому спектру политической жизни, от которого впоследствии тоже отдалился. Он всегда был на стороне политической свободы, в ситуации ли студенческого протеста 1968 года или «дела журнала „Spiegel“». Публичного успеха Хафнер добился также как ведущий собственного ток-шоу на FSB и частый гость на многих иных телевизионных ток-шоу, в частности, в телепередачах Вернера Хёфера «Международный фрюшоппен» (нем. Internationaler Frühschoppen).
Помимо своей журналистской деятельности Хафнер стал известен в 1960-е годы как автор многочисленных книг. Он написал первую немецкоязычную биографию Уинстона Черчилля («Winston Churchill», первое издание 1967, шестое — 2010), книгу о Ноябрьской революции в Германии («Die verratene Revolution — Deutschland 1918—1919» русский перевод «Ноябрьская революция», 1982). Известный советский историк и диссидент Михаил Гефтер в беседе с Глебом Павловским назвал эту книгу: «лучшим исследованием немецкой революции 1918 года». Самой известной книгой Хафнера, изданной при его жизни, стало историческое эссе «Anmerkungen zu Hitler» («Заметки о Гитлере») 1978 года. Автор был удостоен за эту книгу нескольких литературных премий. Два года эта книга возглавляла список немецких бестселлеров. Ведущие немецкие историки и политологи отозвались на книгу восторженными рецензиями. Голо Манн (известный историк и политолог, сын Томаса Манна) советовал изучать книгу Хафнера в выпускных классах гимназий. Иоахим Фест (автор первой научной, фундированной биографии Гитлера, с которой Хафнер в своей книге полемизировал) писал о книге как о «блестящем образце великолепной исторической эссеистики». Рецензенты обращали внимание на способность Хафнера объяснить широкой публике сложнейшие исторические феномены и одновременно наметить для учёных, специалистов новые перспективы для исследований.
Хафнер умер в 1999 в возрасте 91 года. После его смерти сын обнаружил в архиве отца незаконченную книгу «История одного немца». В 2000 году книга была опубликована. Как и «Некто Гитлер», «История одного немца» стала бестселлером в Германии. Была переведена на несколько европейских языков.
В июне 2025 г. был опубликован роман Abschied или Parting, обнаруженный детьми писателя после его смерти. 181-страничная книга вошла на вершину списка бестселлеров Spiegel и встретила хвалебные отзывы критиков.

## Хафнер в России
Первую книгу Хафнера перевели в СССР в 1972 году. Вторая была издана под грифом «Для научных библиотек» и в продажу не поступила.
До 2016 года фамилию Хафнер писали в полном согласии с немецкой орфографией с двумя «фф». С 2016 года фамилию Хафнер стали писать по русской орфографии с одним «ф». В результате в русских библиотеках книги этого автора оказались в каталогах разнесены.
В 2016 и 2017 годах были переведены «История одного немца» и «Anmerkungen zu Hitler», вышедшая под заглавием «Некто Гитлер. История одного преступления» (под тем же заглавием книга Хафнера издавалась во Франции). Два этих издания вызвали известный общественный резонанс. Вышло большое количество рецензий, в каждой из которых говорилось о важности публикации этих книг в России.

## Признание и память

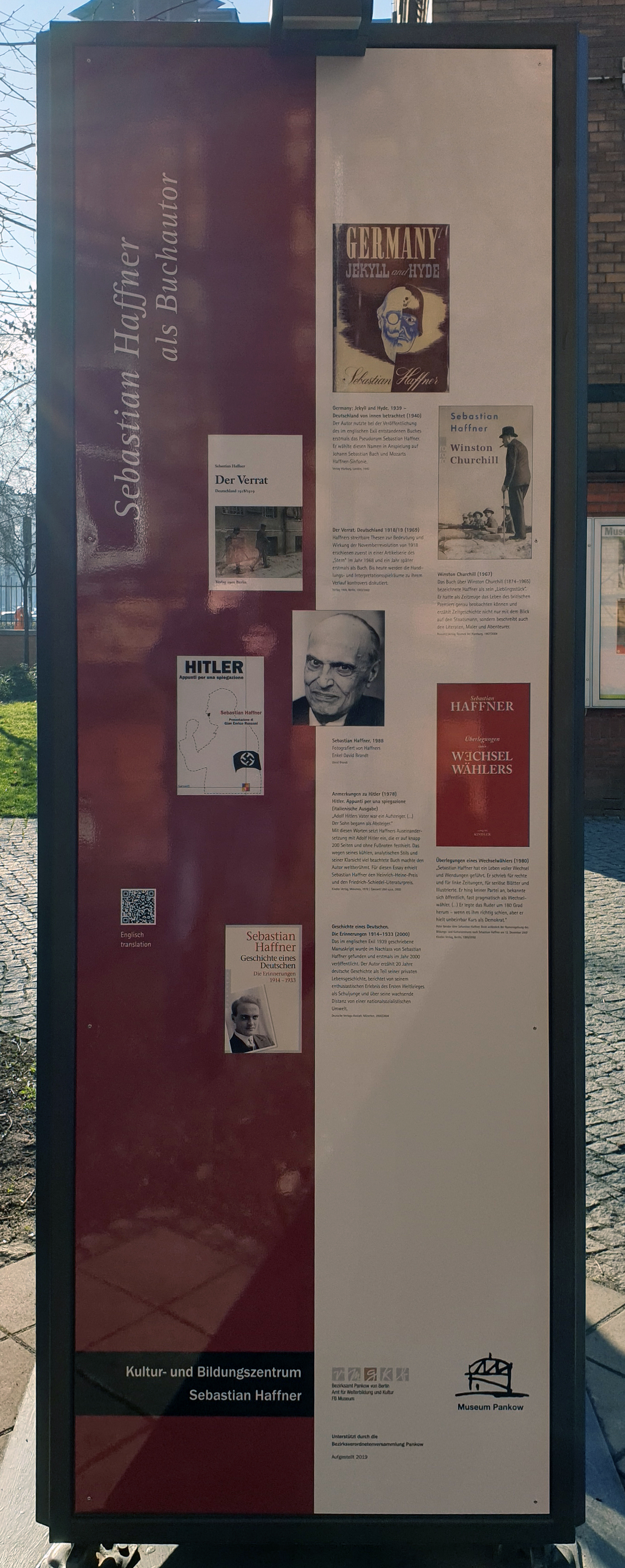
Мемориальная доска на Пренцлауэр-аллее

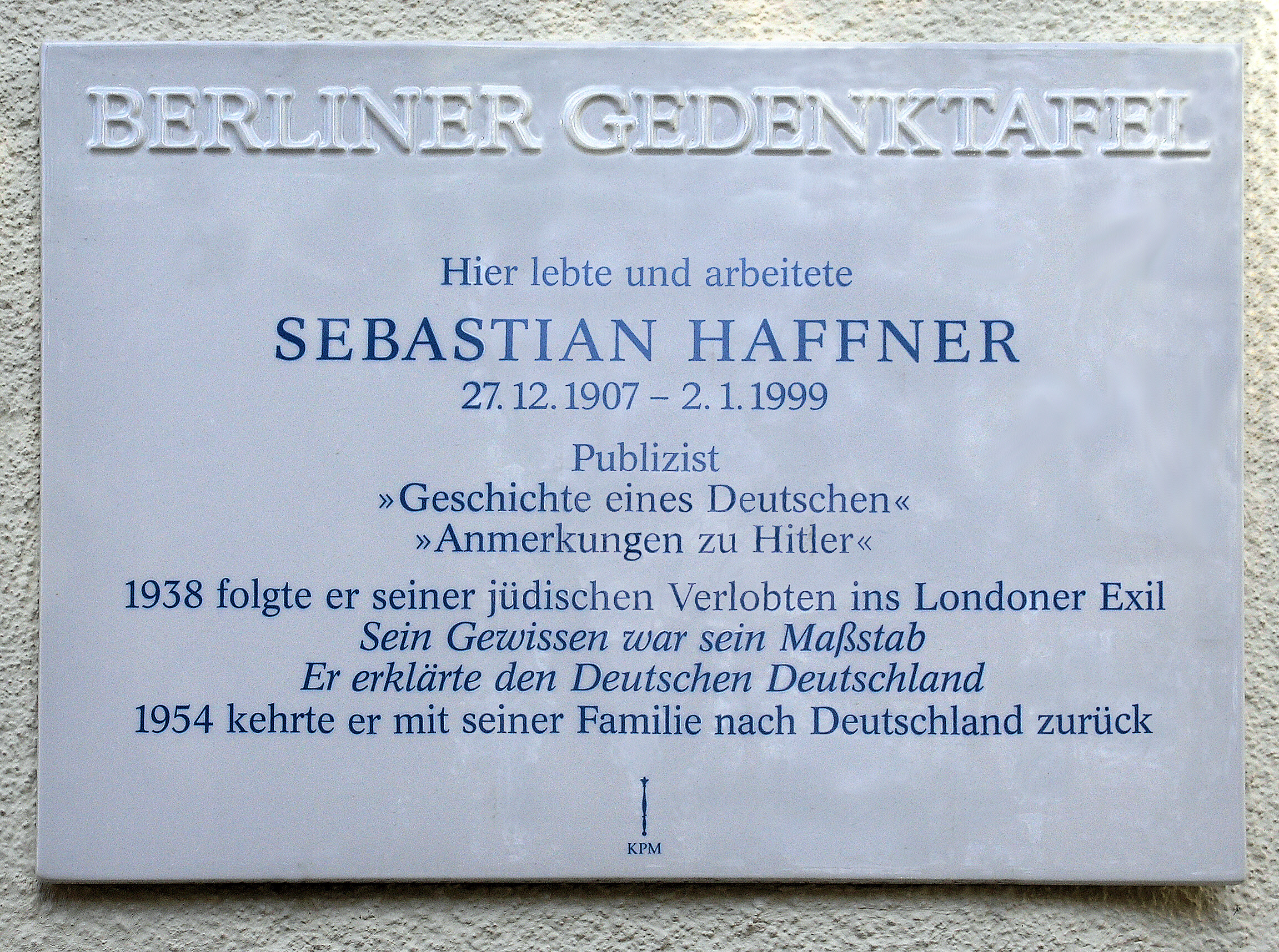

- Командорский крест ордена «За заслуги перед Федеративной Республикой Германия».
- Премия Иоганна Генриха Мерка (1980).
- Премия Генриха Гейне (1978).
- По случаю столетия Хафнера директорский дом народной школы на Пренцлауэр-Аллее, где писатель провёл детство, был отмечен мемориальной доской. В этом доме был создан культурный и образовательный центр имени Себастьяна Хафнера.

## Переводы на русский язык
- Хафнер С. Самоубийство Германской империи / Пер. с нем. Ю. Ф. Жарова и Г. Д. Жаровой; Под ред. З. С. Шейниса; Вступ. статья д-ра ист. наук Д. Е. Мельникова [с. 5-24]. Москва: Прогресс, 1972. 144 с. (перевод книги Хафнера: «Die sieben Todsünden des Deutschen Reiches im Ersten Weltkrieg» — «Семь грехов Германской империи в Первую мировую войну»).
- Хафнер С. Революция в Германии 1918/19: Как это было в действительности? / Пер. с нем. С. П. Гавриша и др.; Вступ. ст. [с. 5-24], примеч., ред. Я. С. Драбкина. М.: Прогресс, 1983. 244 с., . ил.; (Для научных библиотек; перевод книги Хафнера «Die verratene Revolution — Deutschland 1918/19» — "Преданная революция — Германия, 1918—1919).
- Хафнер С. Примечания к Гитлеру. / Пер. В. Молот. СПб: Борей Арт. 1999 (малотиражное издание).
- Пикер Г., Хафнер С. План «Ост»: как правильно поделить Россию / Генри Пикер, Себастьян Хафнер [пер. с нем. О. В. Вишлева]. Москва: Алгоритм, 2011. 253, [2] с. — (Проект «АнтиРоссия»). Подобной книги ни у Генри Пикера, ни у Себастьяна Хафнера нет: издание представляет собой компиляцию разных их работ.
- Хафнер С. История одного немца: частный человек против тысячелетнего рейха / Себастьян Хафнер; пер. с нем. Никиты Елисеева под ред. Галины Снежинской; коммент. и послесл. Никиты Елисеева. Санкт-Петербург: Изд-во Ивана Лимбаха, 2016. 442 [2] с. (второе издание 2017).
- Хафнер С. Некто Гитлер: политика преступления / Себастьян Хафнер; перевод с немецкого Никиты Елисеева под редакцией Галины Снежинской; предисловие и комментарии Никиты Елисеева. Санкт-Петербург: Изд-во Ивана Лимбаха, 2018. 314 [2] с.
- Хафнер С. Сделка с дьяволом. Немецко-русские отношения в период между Первой и Второй мировыми войнами / пер. с нем. Е. Крабат под редакцией А. Хайретдинова: Stein Publishing, Гамбург 2025.

## Рецензии на книги Себастьяна Хафнера
- Мокроусов А. Книга Себастьяна Хафнера «История одного немца — не роман и не мемуары»; полная версия — на сайте «Московского книжного журнала» morebook.ru
- Юзефович Г. Рец. на книгу С. Хафнера «История одного немца»
- Дейниченко П. Рец. на книгу С. Хафнера «История одного немца» // Читаем вместе. 2016. № 11.
- Костырко С. Рец. на книгу С. Хафнера «История одного немца» // Новый мир. 2017. № 1
- Елисеев Н. Хафнер и его книга
- Наринская А. Не беда, а вина.
- Юзефович Г. «Некто Гитлер» и «Homo Deus». Две книги в жанре нон-фикшн — о человеке и человечестве
- Кучерская М. Регулярный парк без правил
- Каменева Н. Тот-кого-нельзя-забывать
- Губин Д. О причинных местах, или Голая реклама книги Хафнера от Собчак
- Елисеев Н. [О книге С. Хафнер «Некто Гитлер»]
- Елисеев Н. [О книгах С. Хафнера]

## Фильмы
- Rajan Autze: Sebastian Haffner — Emigration aus Liebe zu Deutschland, 2002
- Mein Kampf mit Hitler, Doku-Drama nach den Erinnerungen von Sebastian Haffner, ZDF, 45 Min., премьера 23.01. 2013